# Egípcio tardio
O egípcio tardio ou neoegípcio é um estado evolutivo da língua egípcia, escrita por volta da época do Império Novo especificamente durante o período de Amarna.
Embora haja provas da existência de egípcio tardio ainda na XVII dinastia egípcia (por exemplo na estela de Kamose), a maior parte dos textos datam da XIX dinastia e da XX dinastia. Como se data tradicionalmente a aparição do demótico egípcio (estado da língua que sucede ao egípcio tardio) no início da XXVI dinastia, qualifica-se como "neoegípcio tardio" a língua praticada entre estes dois períodos.
O egípcio tardio sucedeu mas não substituiu totalmente o egípcio médio como língua literária.

## Literatura
O egípcio tardio é representado por um grande corpus de literatura religiosa e secular, incluindo exemplos como a História de Unamón, os poemas de amor do papiro Chester-Beatty e a Instrução de Any. Sebayts tornaram-se um gênero literário popular no Império Novo, estes davam conselhos sobre comportamento adequado. O neoegípcio também era a língua da administração do Império Novo.